# Byron Bitz
Byron John Bitz (né le 21 juillet 1984 à Saskatoon, dans la province de la Saskatchewan au Canada) est un joueur professionnel canadien de hockey sur glace.

## Carrière de joueur
Il joue quatre saisons avec le Big Red de l'Université Cornell où il est le capitaine de l'équipe lors de sa dernière saison en 2006-07. En 2007-2008, il rejoint les Bruins de Providence de la Ligue américaine de hockey, club école des Bruins de Boston qui ont fait de lui un choix de 4e ronde lors du repêchage de la Ligue nationale de hockey de 2003.
Après avoir raté une saison complète en raison d'une hernie, il tente un retour au jeu en signant pour une saison avec les Canucks de Vancouver. Il n'y parvient toutefois pas pour cette saison.

## Statistiques
| Saison     | Équipe                 | Ligue      |    | Saison régulière | Saison régulière | Saison régulière | Saison régulière | Saison régulière |    | Séries éliminatoires | Séries éliminatoires | Séries éliminatoires | Séries éliminatoires | Séries éliminatoires |
| Saison     | Équipe                 | Ligue      | PJ | B                | A                | Pts              | Pun              | PJ               | B  | A                    | Pts                  | Pun                  |                      |                      |
| 2000-2001  | Contacts de Saskatoon  | SMBHL      | 40 | 17               | 35               | 52               | -                | -                | -  | -                    | -                    | -                    |                      |                      |
| 2001-2002  | Contacts de Saskatoon  | LHJS       | 41 | 25               | 48               | 73               | 69               | 11               | 12 | 10                   | 22                   | 9                    |                      |                      |
| 2002-2003  | Clippers de Nanaimo    | LHCB       | 58 | 27               | 46               | 73               | 59               | -                | -  | -                    | -                    | -                    |                      |                      |
| 2003-2004  | Big Red de Cornell     | NCAA       | 31 | 5                | 16               | 21               | 36               | -                | -  | -                    | -                    | -                    |                      |                      |
| 2004-2005  | Big Red de Cornell     | NCAA       | 29 | 5                | 10               | 15               | 20               | -                | -  | -                    | -                    | -                    |                      |                      |
| 2005-2006  | Big Red de Cornell     | NCAA       | 35 | 10               | 18               | 28               | 52               | -                | -  | -                    | -                    | -                    |                      |                      |
| 2006-2007  | Big Red de Cornell     | NCAA       | 29 | 8                | 16               | 24               | 49               | -                | -  | -                    | -                    | -                    |                      |                      |
| 2007-2008  | Bruins de Providence   | LAH        | 61 | 13               | 14               | 27               | 70               | 10               | 1  | 1                    | 2                    | 6                    |                      |                      |
| 2008-2009  | Bruins de Providence   | LAH        | 37 | 3                | 7                | 10               | 68               | -                | -  | -                    | -                    | -                    |                      |                      |
| 2008-2009  | Bruins de Boston       | LNH        | 35 | 4                | 3                | 7                | 18               | 5                | 1  | 1                    | 2                    | 2                    |                      |                      |
| 2009-2010  | Bruins de Boston       | LNH        | 45 | 4                | 5                | 9                | 31               | -                | -  | -                    | -                    | -                    |                      |                      |
| 2009-2010  | Panthers de la Floride | LNH        | 7  | 1                | 1                | 2                | 2                | -                | -  | -                    | -                    | -                    |                      |                      |
| 2011-2012  | Wolves de Chicago      | LAH        | 24 | 2                | 7                | 9                | 11               | 3                | 0  | 1                    | 1                    | 2                    |                      |                      |
| 2011-2012  | Canucks de Vancouver   | LNH        | 10 | 1                | 3                | 4                | 14               | 1                | 0  | 0                    | 0                    | 15                   |                      |                      |
| Totaux LNH | Totaux LNH             | Totaux LNH | 97 | 10               | 12               | 22               | 65               | 6                | 1  | 1                    | 2                    | 17                   |                      |                      |